# The Ocean Race 2022-2023
Navigation
2017-2018
The Ocean Race 2022-2023 est la 14e édition d'une course à la voile autour du monde en monocoque, en équipage et avec escales. Le départ d'Alicante, en Espagne, prévu en 2021, puis en 2022, est donné le 15 janvier 2023. L'épreuve se conclut à Gênes, en Italie, le 1er juillet 2023.
The Ocean Race 2022-2023 aligne cinq prototypes Imoca et six monotypes VO65, avec deux classements séparés. Seuls les Imoca effectuent le tour du monde en sept étapes. Les VO65 ne courent que la première et les deux dernières étapes.
Le classement général s'établit non pas au temps, mais aux points. Des régates portuaires sont là pour départager d'éventuels ex aequo.
Le gagnant du tour du monde des Imoca est le bateau américain 11th Hour Racing Team, skippé par Charlie Enright. Le gagnant de la coupe des VO65 est le bateau polonais Windwhisper Racing Team, skippé par l'Espagnol Pablo Arrarte (es) et le Néo-Zélandais Daryl Wislang. 

## Deux classes de voiliers, deux parcours, deux trophées

### Le tour du monde des Imoca: trophée The Ocean Race
La grande nouveauté de cette édition est de faire courir le tour du monde en équipage non plus par des monotypes VO65 comme cela se faisait depuis 2014, mais par des Imoca, prototypes conçus pour le Vendée Globe et la navigation en solitaire. L'équipe de l'Imoca vainqueur du tour du monde reçoit le trophée The Ocean Race.
Cinq Imoca sont engagés dans ce tour du monde en équipage et en sept étapes. La classe Imoca espère attirer ainsi une plus grande quantité de sponsors et les organisateurs espèrent attirer un nombre croissant d'Imoca au fil des éditions.
Pour les Imoca, le surcoût lié à la participation à The Ocean Race reste abordable. Il est en tout cas bien moins élevé que ne l'était un budget VO65 dans les éditions précédentes. D'abord, explique Marine Derrien, team manager d'Holcim-PRB, parce qu'il y a moins d'équipiers à bord d'un Imoca. Ensuite parce qu'un team Imoca engage de toute façon chaque année un ou deux millions de frais de fonctionnement : il suffit d'y ajouter un extra de deux à quatre millions pour financer une participation à The Ocean Race.

### Trois étapes pour les VO65: trophée The Ocean Race VO65 Sprint Cup
Les VO65 quant à eux ne font pas le tour du monde. Ils courent trois des sept étapes : la 1re, la 6e et la 7e. Leur classement est bien entendu distinct de celui des Imoca. Six VO65 sont engagés. Le vainqueur remporte un tout nouveau trophée, The Ocean Race VO65 Sprint Cup.

## Principe du classement général
Dans le tour du monde des Imoca comme dans le trophée des VO65, le classement général ne tient pas compte des temps réalisés, mais se joue aux points. Chaque étape rapporte des points : 
- 5 points au 1er Imoca, 4 points au 2e, etc. ;
- 6 points au 1er VO65, 5 points au 2e, etc.

Une étape non terminée ne rapporte pas de point.

## Points des régates portuaires
Des régates portuaires rapportent des points, selon le même principe que les étapes :
- 5 points au 1er Imoca, etc. ;
- 6 points au 1er VO65, etc. ;
- 0 point en cas de forfait[6].

Le total des points des régates portuaires n'est pas additionné à celui des étapes. Il sert à départager deux bateaux qui termineraient à égalité de points dans le classement général.

## Participants
À chaque étape, un Imoca embarque quatre marins et un journaliste ; un VO65 embarque neuf marins et un journaliste. Les autres équipiers restent à terre. Aux escales, des remplacements peuvent s'effectuer.
En Imoca, les milles parcourus par un équipier peuvent jouer un rôle dans une éventuelle sélection pour le Vendée Globe 2024. Ils sont assortis d'un coefficient de 0,25 : quatre milles parcourus dans The Ocean Race équivalent à un mille parcouru dans une course en solitaire. Toutefois ces milles de sélection que rapporte The Ocean Race sont limités à 5 000.
| Imoca | VO65 |
| 11th Hour Racing Team | Ambersail 2 |
| --- | --- |
| Charlie Enright (chef de bord) Justine Mettraux Simon Fisher (navigateur) Francesca Clapcich (en) (régleuse) Jack Bouttell (chef de quart) Damian Foxall (en) Charlie Dalin (régleur) Franck Cammas (régleur) Amory Ross (journaliste) Pierre Bouras (journaliste)                                                                          | Rokas Milevičius (en) (chef de bord) Saulius Pajarskas Wiktor Kobryń Deimantė Jarmalavičiūtė Anastasia Kolesnichenko Martin Volkovicki Jonas Drąsutavičius Domantas Juškevičius Sofiia Naumenko Martynas Karpavičius Sigitas Babilius (journaliste)                                               |
| Biotherm, | Austrian Ocean Racing powered by Team Genova |
| Paul Meilhat (chef de bord) Anthony Marchand Amélie Grassi Damien Seguin Samantha Davies Alan Roberts Mariana Lobato (pt) Marie Riou Ronan Gladu (journaliste) Anne Beaugé (journaliste) Zhang Minghao (journaliste) | Gerwin Jansen (chef de bord) Jolbert van Dijk Ruaridh Wright Michiel Goegebeur Deborah Blair Alberto Riva Oliver Kobale (co-skipper et boat captain) Anna Luschan Daniel Dagenais-Gaw Cecilia Zorzi (es) Stefan Leitner (journaliste)                                                             |
| Guyot Environnement-Team Europe | Mirpuri Foundation Racing Team |
| Benjamin Dutreux (chef de bord) Robert Stanjek (de) (chef de bord) Annie Lush (en) Phillip Kasüske Sébastien Simon Támara Echegoyen Charles Drapeau (journaliste) | António Fontes (chef de bord) Frederico Pinheiro de Melo (en) Matilde Pinheiro de Melo Mariana Lobato (pt) Francisca Pinho Hélder Basílio Diogo Cayolla (en) Francisco Maia Francisco Cai-Água Paulo Mirpuri Robin Christol (journaliste)                                                         |
| Holcim-PRB | Team Jajo |
| Kevin Escoffier (chef de bord) Benjamin Schwartz (es) (chef de bord) Abby Ehler Sam Goodchild Fabien Delahaye Susann Beucke Tom Laperche Annemieke Bes Charles Caudrelier (navigateur) Yoann Richomme (navigateur) Martin Le Pape Ambrogio Beccaria Julien Champolion (journaliste) Georgia Schofield (journaliste) Yann Riou (journaliste) | Jelmer van Beek (chef de bord) Rutger Vos Jorden van Rooijen Bouwe Bekking (en) Maja Micińska Greg Lowden Laura van Veen Max Deckers Simbad Quiroga Joy Eilish Fitzgerald Brend Schuil (journaliste)                                                                                              |
| Team Malizia, | Viva México |
| Boris Herrmann (chef de bord) Will Harris (chef de bord) Nicolas Lunven Rosalin Kuiper Axelle Pillain Yann Eliès Christopher Pratt Antoine Auriol (journaliste) | Erik Brockmann (chef de bord) Roberto Bermúdez de Castro (es) Jaime Arbones Juan Varela Annemieke Bes Carlos Bermúdez Tania Elías Calles (es) Juan Luís Medina Dominique Knüppel (en) |
| | Windwhisper Racing Team |
| | Pablo Arrarte (es) (chef de bord) Daryl Wislang (chef de bord) Stan Bajerski Szymon Cierzan Liz Wardley Marcin Sutkowski Mateusz Gwóźdź] Magdalena Kwaśna (pl) Willy Altadill Aksel Magdahl (en) (navigateur) Arianne van de Loosdrecht Antonio Cuervas-Mons (es) Tomasz Piotrowski (journaliste) |

## Étapes
Le parcours théorique de ce tour du monde est de 31 300 milles.
- La 3e étape (Le Cap-Itajaí), la plus longue, rapporte deux fois des points : une première attribution se fait en franchissant le 143e méridien est (au sud de l'Australie).
- La 5e étape (Newport-Aarhus) rapporte le double de points[6].
- Dans la 6e étape (Aarhus-La Haye), les Imoca et les VO65 ont des parcours différents[21].
  - Les Imoca descendent d'abord vers le sud, enroulent trois marques (la troisième à Kiel, en Allemagne), puis remontent vers le nord pour contourner la péninsule du Jutland.
  - Les VO65 montent tout de suite vers le nord et doivent enrouler trois marques (la première à Langesund, en Norvège).

| Événement                 | Date           | Départ             | Arrivée                 | Distance           |
| ------------------------- | -------------- | ------------------ | ----------------------- | ------------------ |
| Régate portuaire          | 8 janvier 2023 | Alicante (Espagne) | Alicante (Espagne)      | Alicante (Espagne) |
| 1re étape                 | 15 janvier     | Alicante           | Mindelo (Cap-Vert)      | 1 900 M            |
| 2e étape                  | 25 janvier     | Mindelo            | Le Cap (Afrique du Sud) | 4 600 M            |
| Régate portuaire          | 24 février     | Le Cap             | Le Cap                  | Le Cap             |
| 3e étape (points doublés) | 26 février     | Le Cap             | Itajaí (Brésil)         | 12 750 M           |
| Régate portuaire          | 21 avril       | Itajaí             | Itajaí                  | Itajaí             |
| 4e étape                  | 23 avril       | Itajaí             | Newport (États-Unis)    | 5 550 M            |
| Régate portuaire          | 20 mai         | Newport            | Newport                 | Newport            |
| 5e étape (points doublés) | 21 mai         | Newport            | Aarhus (Danemark)       | 3 500 M            |
| Régate portuaire          | 4 juin         | Aarhus             | Aarhus                  | Aarhus             |
| 6e étape                  | 8 juin         | Aarhus             | La Haye (Pays-Bas)      | 800 M              |
| Régate portuaire          | 13 et 14 juin  | La Haye            | La Haye                 | La Haye            |
| 7e étape                  | 15 juin        | La Haye            | Gênes (Italie)          | 2 200 M            |
| Régate portuaire          | 1er juillet    | Gênes              | Gênes                   | Gênes              |

Ces données proviennent du site officiel de The Ocean Race,,.

## Déroulement du tour du monde des Imoca

### 1reétape. Alicante-Mindelo

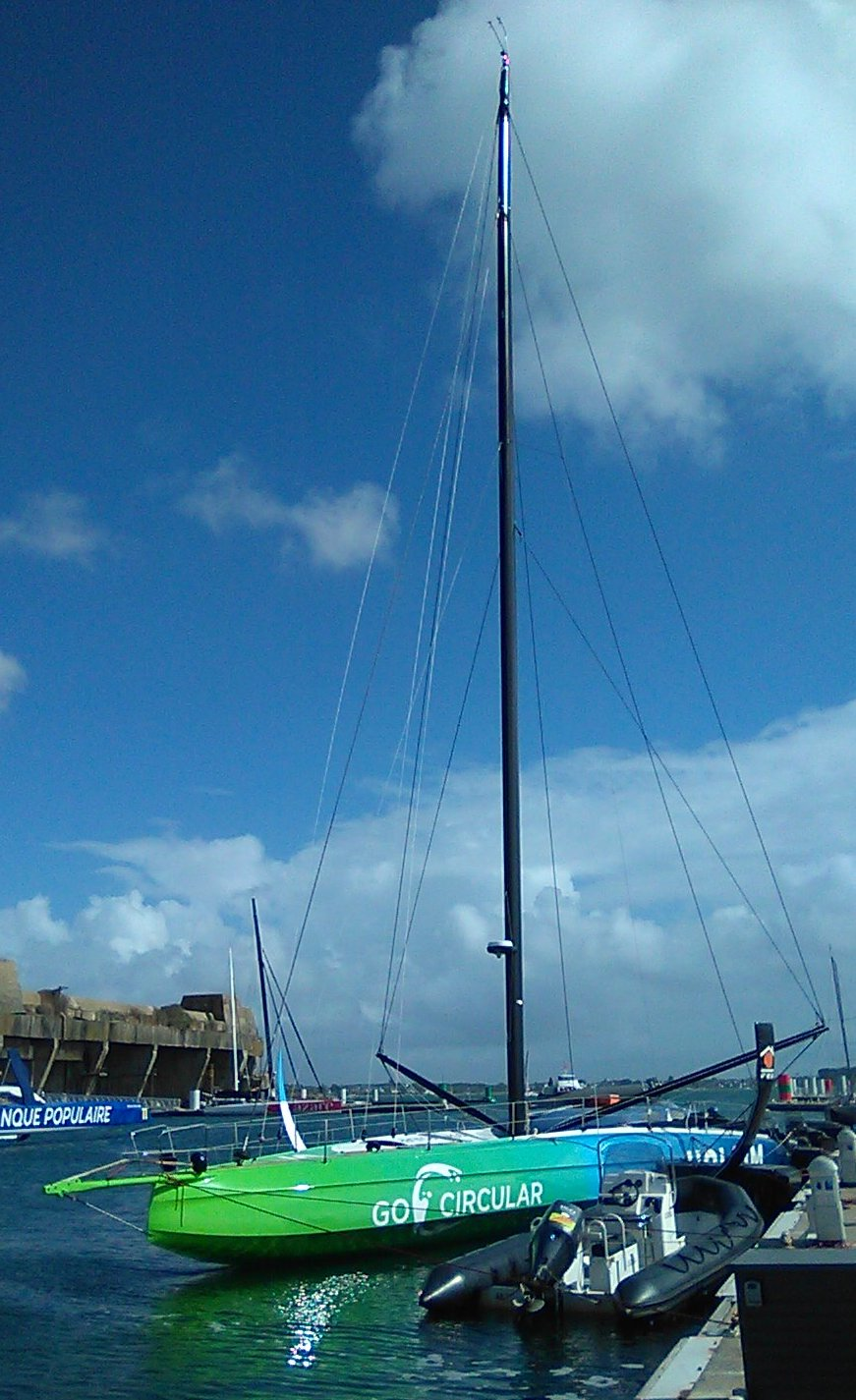
L'Imoca Holcim-PRB de Kevin Escoffier, vainqueur des deux premières étapes.

Le départ de la première étape Alicante-Mindelo est donné le 15 janvier 2023. Le 16, des conditions très dures attendent les marins. En doublant cabo de Gata, ils sont cueillis par un vent d'ouest soutenu, avec des rafales à plus de 50 nœuds. Ils serrent la côte espagnole pour éviter le plus gros de la furie. Un intense duel de virements de bord s'engage alors entre 11th Hour Racing (1er) et Holcim-PRB (2e). Des avaries surviennent sur Holcim-PRB, notamment un trou dans la grand-voile. On procède à des réparations provisoires. Puis 11th Hour Racing déchire son J3,. Le changement de voile le ralentit, ce qui permet à son poursuivant de se rapprocher. Dans le sud de Marbella, Holcim-PRB vire le premier sur tribord, et peu après le vent tourne légèrement au nord, lui conférant un avantage décisif. Il est désormais en tête. Il embouque le premier le détroit de Gibraltar. Il débouche le premier dans l'Atlantique, ce qui lui permet de creuser l'écart en remontant le long de la côte espagnole. Devant San Fernando, il vire le premier pour faire route sud-ouest, avec une heure d'avance sur 11th Hour Racing.
Durant tout le reste de l'étape, il contient les assauts de 11th Hour Racing. Il arrive en tête à Mindelo le 21 janvier. 11th Hour Racing finit 2e, deux heures et 49 minutes plus tard.

### 2eétape. Mindelo-Le Cap
Blessé durant la première étape, Boris Herrmann ne prend pas le départ de la deuxième, Mindelo-Le Cap. Il confie Team Malizia à Will Harris. Yann Eliès vient compléter l'équipage. Benjamin Dutreux se retire également de cette étape, et c'est Robert Stanjek qui prend le commandement de Guyot Environnement. Le départ est donné le 25 janvier. Grâce à une option « est », Guyot Environnement traverse avec brio le Pot au noir : entré à la 3e place, il en sort à la 1re, et va garder celle-ci jusqu'au contournement de l'anticyclone de Sainte-Hélène. Mais son option « est » le conduit trop près des déformations capricieuses de l'anticyclone. Il s'y fait piéger. Comble d'infortune, il déchire son grand spi. Il perd le contact avec les autres bateaux.
À l'approche du Cap, le franchissement d'une dorsale provoque un rapprochement des quatre premiers : le 11 février, à 260 milles de l'arrivée, ils se tiennent en 3 milles. En début de nuit, ils en terminent avec la dorsale. Mais, dans la matinée du 12, une nouvelle zone de vents faibles défend l'accès au Cap. Team Malizia, positionné au sud, est ralenti plus que les autres. À quelque 25 milles de l'arrivée, Holcim-PRB trouve l'angle optimal. En une demi-heure, il passe de la 4e à la 1re place. Il termine en vainqueur. Biotherm finit 2e, 16 minutes et 45 secondes plus tard. 11th Hour Racing finit 3e, à 8 minutes et 46 secondes de Biotherm. Ayant gagné les deux premières étapes, Holcim-PRB (10 points) reste en tête au classement général devant 11th Hour Racing (7 points).

### 3eétape. Le Cap-Itajaí

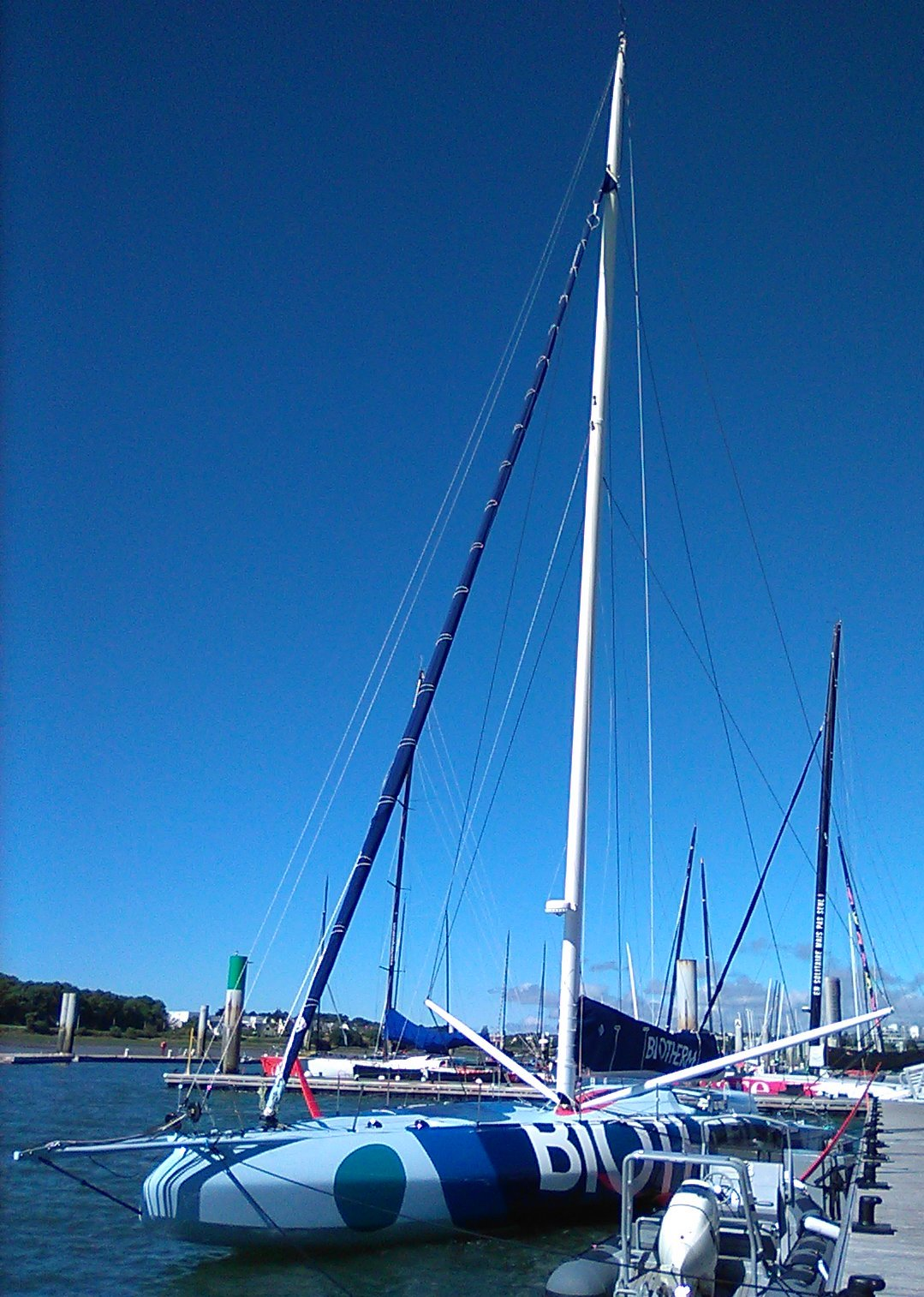
L'Imoca Biotherm de Paul Meilhat.

Le départ de Le Cap-Itajaí, l'étape la plus longue de l'histoire de la course (12 750 milles) est donné le 26 février. Le 1er mars, un délaminage structurel contraint Guyot Environnement, alors 2e, à faire demi-tour vers Le Cap, où il va annoncer son retrait de la 3e étape. Toujours le 1er mars, un système de hautes pressions venu de l'ouest rattrape les bateaux — à l'exception du leader, Holcim-PRB, qui réussit à se maintenir au nord-ouest d'une dépression qui le précède vers l'est. Holcim va naviguer ainsi plusieurs jours à la lisière de ce système, sans forcer, calquant sa moyenne sur la vitesse de déplacement de celui-ci (un peu plus de 18 nœuds), mais dans des rafales et des grosses vagues. Pendant ce temps, ses trois poursuivants restent prisonniers de la zone de vents faibles et de forte houle. Ce n'est que le 3 mars qu'ils trouvent une sortie par l'ouest. Il leur faut maintenant contourner l'anticyclone par le sud. Holcim affiche une avance de 601 milles sur Biotherm (2e).
Puis le trio de poursuivants est porté par un front, tandis qu'Holcim est ralenti à son tour par des zones de hautes pressions. Le 5, 11th Hour Racing établit un nouveau record de distance parcourue en 24 heures, en monocoque de 60 pieds et en équipage. Le 10, Biotherm n'est plus qu'à 112 milles d'Holcim. Il vient de lui reprendre 489 milles en une semaine. Le 11, la mer est bien rangée, propice à la vitesse, et les concurrents sont stimulés par l'approche de la porte de parcours 143° E, où des points sont attribués. Chacun des quatre bateaux fait tomber le record des 24 heures. C'est finalement Holcim qui a le dernier mot : le 12, à 2 h 15 UTC, il vient de parcourir 595,26 milles en 24 heures, soit une moyenne de 24,8 nœuds, record des Imoca, homologué par le WSSR,. À 17 h 45 UTC, il remporte les cinq points de la demi-étape, tandis qu'un duel serré oppose Malizia à 11th Hour. Et c'est Malizia qui décroche la 2e place, 127 milles derrière Holcim.

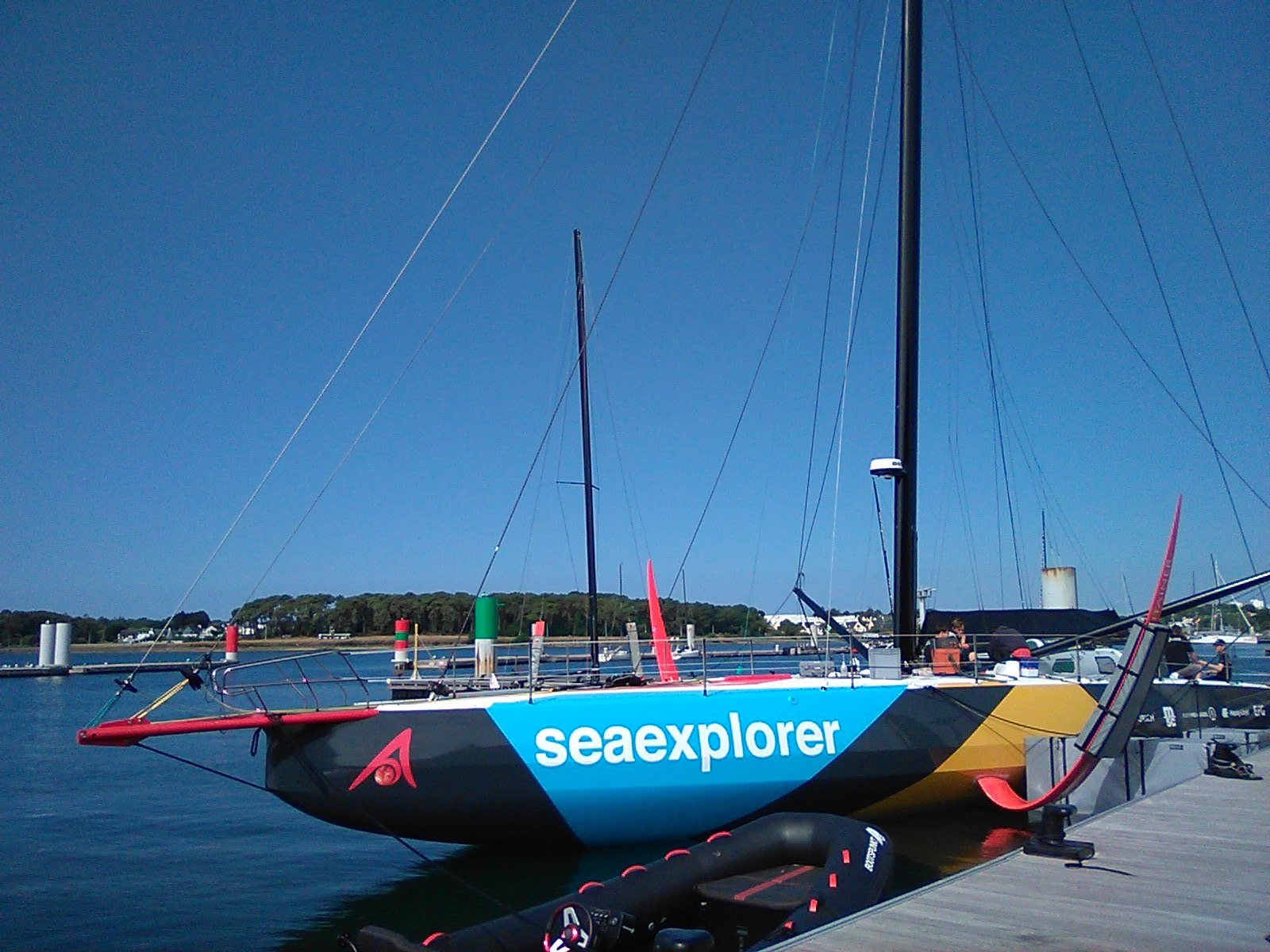
L'Imoca Team Malizia de Boris Herrmann, vainqueur des troisième et septième étapes.

L'écart entre Holcim et ses poursuivants ne cesse de se réduire. Le 15 mars, dans le sud de la Nouvelle-Zélande, les bateaux se regroupent. Le leader va changer plusieurs fois. Le 19, les quatre bateaux se tiennent en 1 mille. Le 23, à 1 200 milles des côtes chiliennes, Malizia prend la tête. Le 27, c'est lui qui double le premier le cap Horn. Il remporte ainsi le Trophée des quarantièmes rugissants. Holcim le suit à 18 milles, tandis que les deux autres bateaux sont laissés à 260 milles.

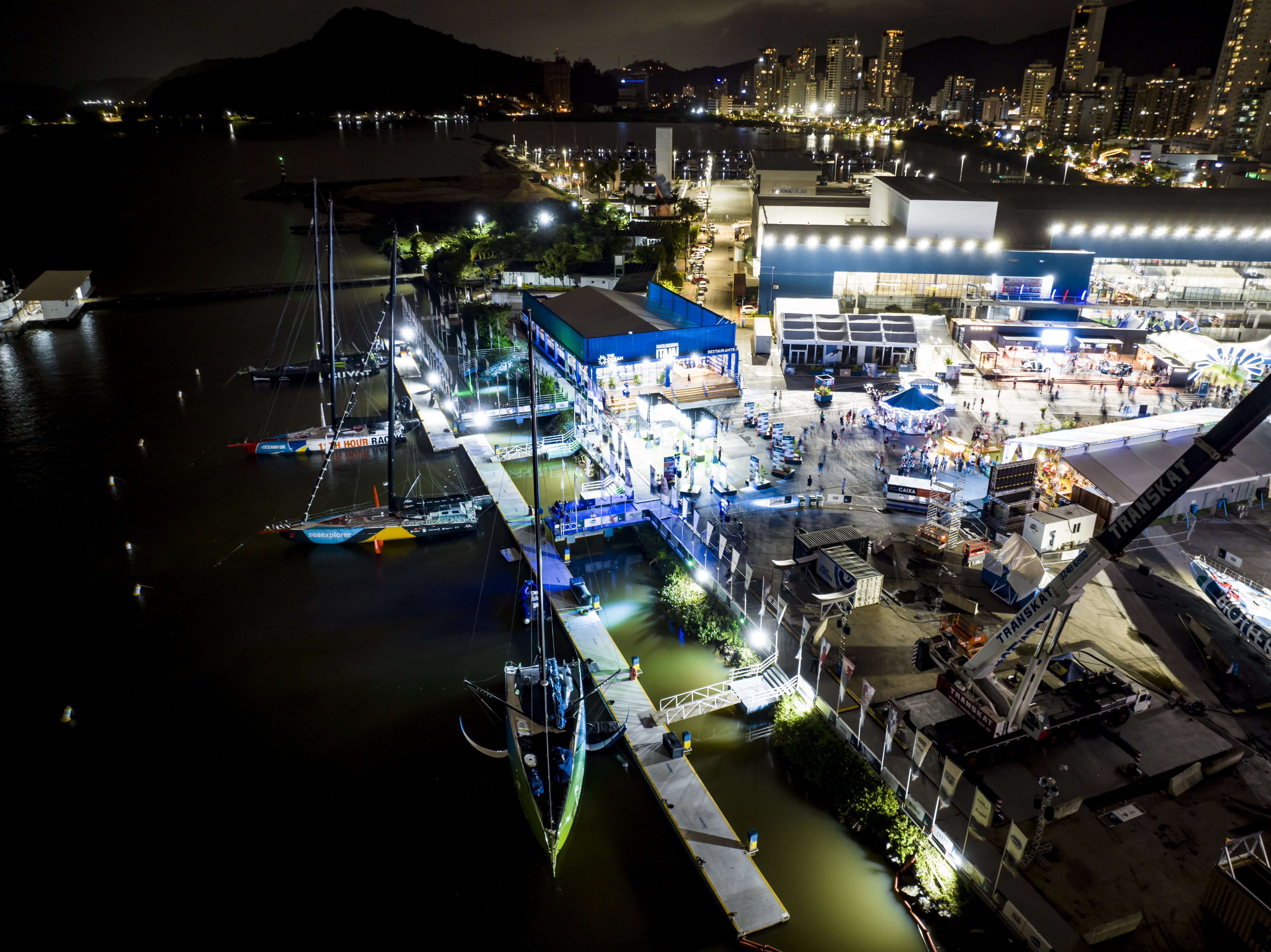
Les Imoca à Itajaí. Biotherm est au sec, à droite.

Les deux premiers remontent ensemble l'Atlantique sud. Au matin du 31 mars, au large de Mar del Plata, Holcim profite d'une zone de calmes pour prendre la tête. Dans l'après-midi, à l'approche de l'Uruguay, une dépression rejoint les deux bateaux, qui vont vivre les 48 heures les plus dures de l'étape, avec un vent particulièrement instable, passant du nord au sud-ouest, des rafales à plus de 50 nœuds et une mer très mauvaise. Holcim connaît un dysfonctionnement de pilote automatique. Il se couche plusieurs fois à 90°. Dans un empannage catastrophique, trois lattes de grand-voile cassent. La décision est prise d'assurer la deuxième place en privilégiant la sécurité,. Holcim laisse partir Malizia. À la mi-journée du 1er avril, celui-ci le devance de 40 milles. Le 2 avril, à 5 h 20 UTC, Malizia arrive à Itajaí en vainqueur de l'étape. Holcim est à 85 milles. Il termine 5 heures et 36 minutes plus tard. Avec 19 points, il conserve la première place au classement général ; tandis qu'avec 14 points Malizia ravit la deuxième place à 11th Hour Racing.

### 4eétape. Itajaí-Newport

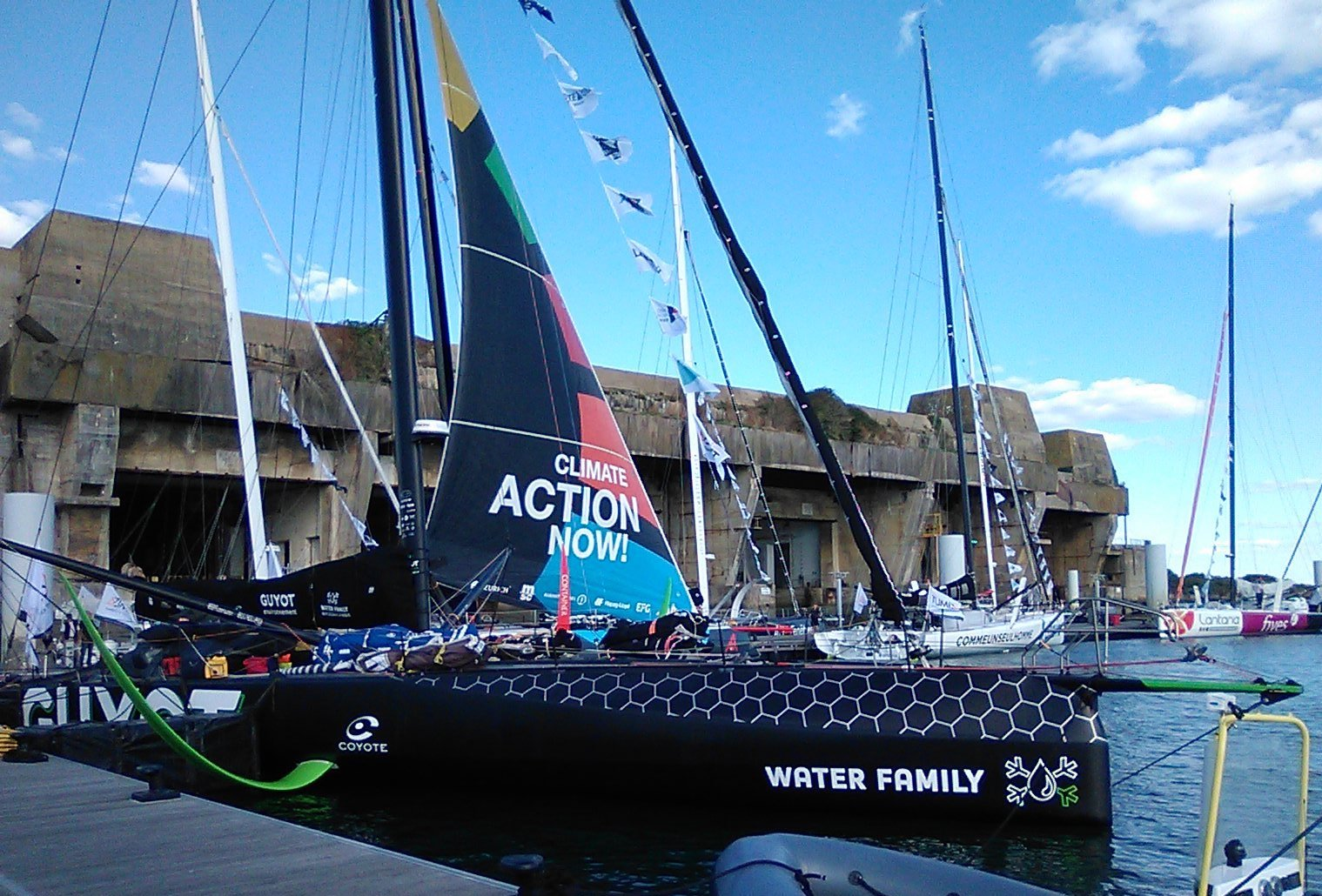
L'Imoca Guyot Environnement-Team Europe de Benjamin Dutreux et.

Pour la quatrième étape, Boris Herrmann se retire, laissant une nouvelle fois le commandement de Malizia à Will Harris. Le Français Christopher Pratt vient compléter l'équipage. Le départ est donné le 23 avril. Le 27, au large d'Itaipava, Holcim-PRB, 1er au classement général, mène de 9 milles devant 11th Hour Racing, lorsqu'il démâte. Le 29 avril, Escoffier annonce qu'il abandonne l'étape en cours.
Les quatre autres bateaux marchent groupés. La lutte est serrée entre 11th Hour Racing et Malizia, qui vont s'échanger la première place une douzaine de fois jusqu'à l'arrivée. Le 30 avril, au large de Maceió, Guyot Environnement perd du terrain. Biotherm reste au contact des deux premiers, mais, le 2 mai, il éprouve des difficultés à sortir du Pot au noir et perd quelque 40 milles. Les 4 et 5 mai, il se retrouve prisonnier d'une zone sans vent n'apparaissant « sur aucun modèle de prévision météorologique ou de satellite ». Il creuse son retard d'une centaine de milles. Le 9 mai, à 600 milles de Newport, dans un coup de vent, Guyot Environnement démâte. L'empoignade continue entre 11th Hour et Malizia. Le 10 mai, après 17 jours, 2 heures, 26 minutes et 41 secondes de course, c'est 11th Hour Racing qui a la satisfaction d'arriver le premier à Newport, son port d'attache, avec une avance de 10 milles sur Team Malizia.
Au classement général, Holcim-PRB (19 points) reste en tête. 11th Hour Racing et Team Malizia sont 2es (18 points chacun) — avec un avantage pour 11th Hour, qui a engrangé 3 points de plus que Malizia au classement des régates portuaires.

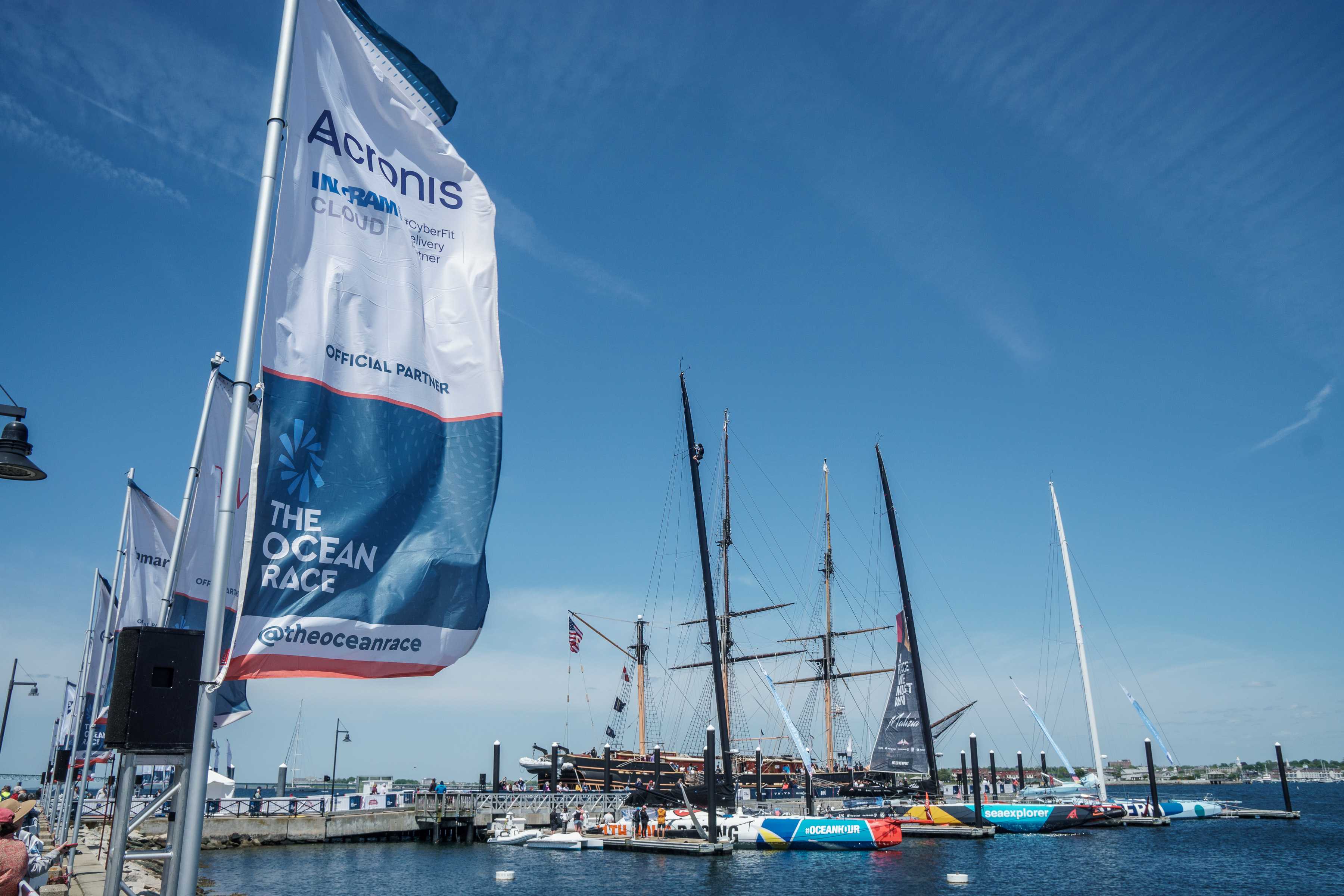
Les trois Imoca arrivés indemnes à Newport
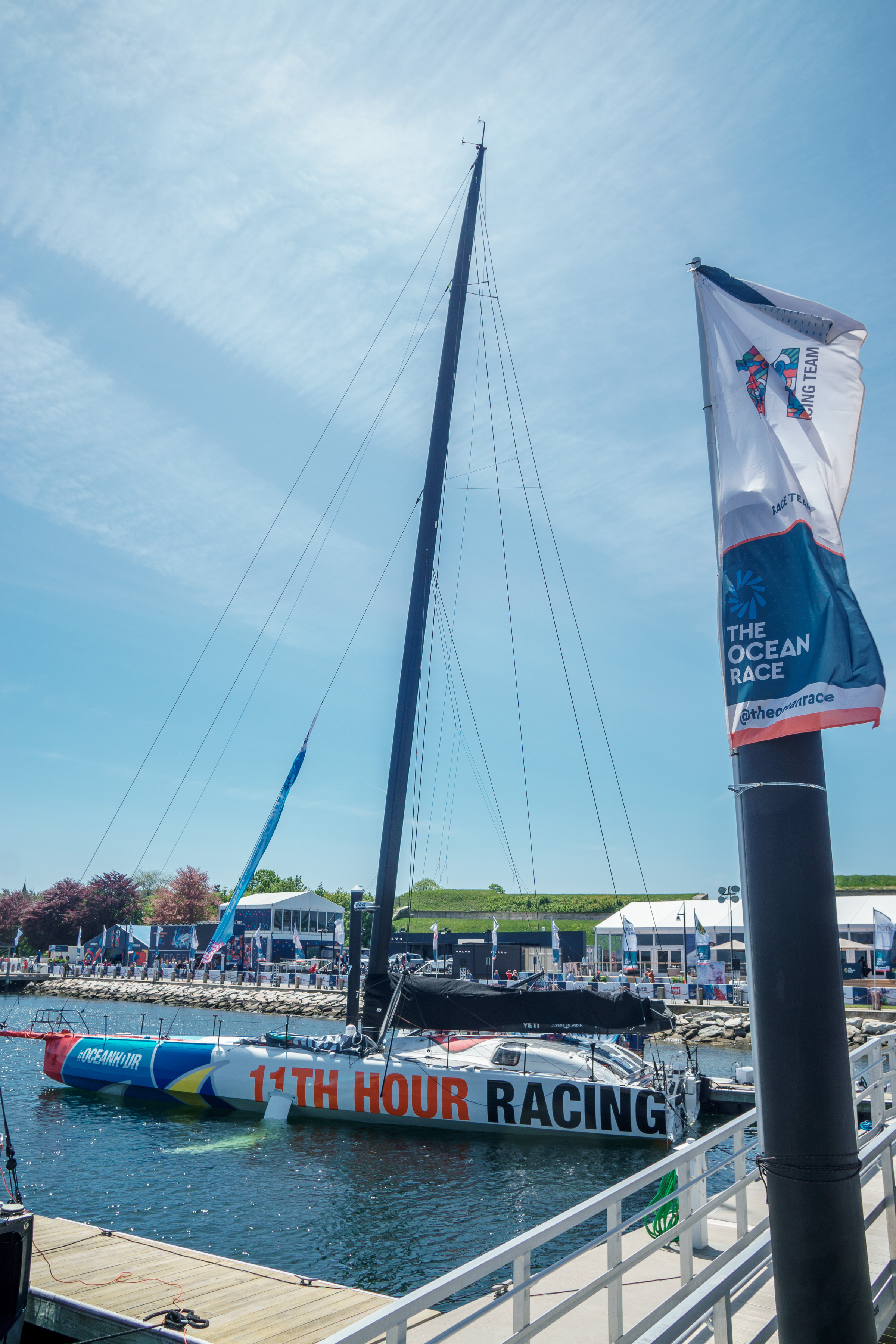
11th Hour Racing à Newport
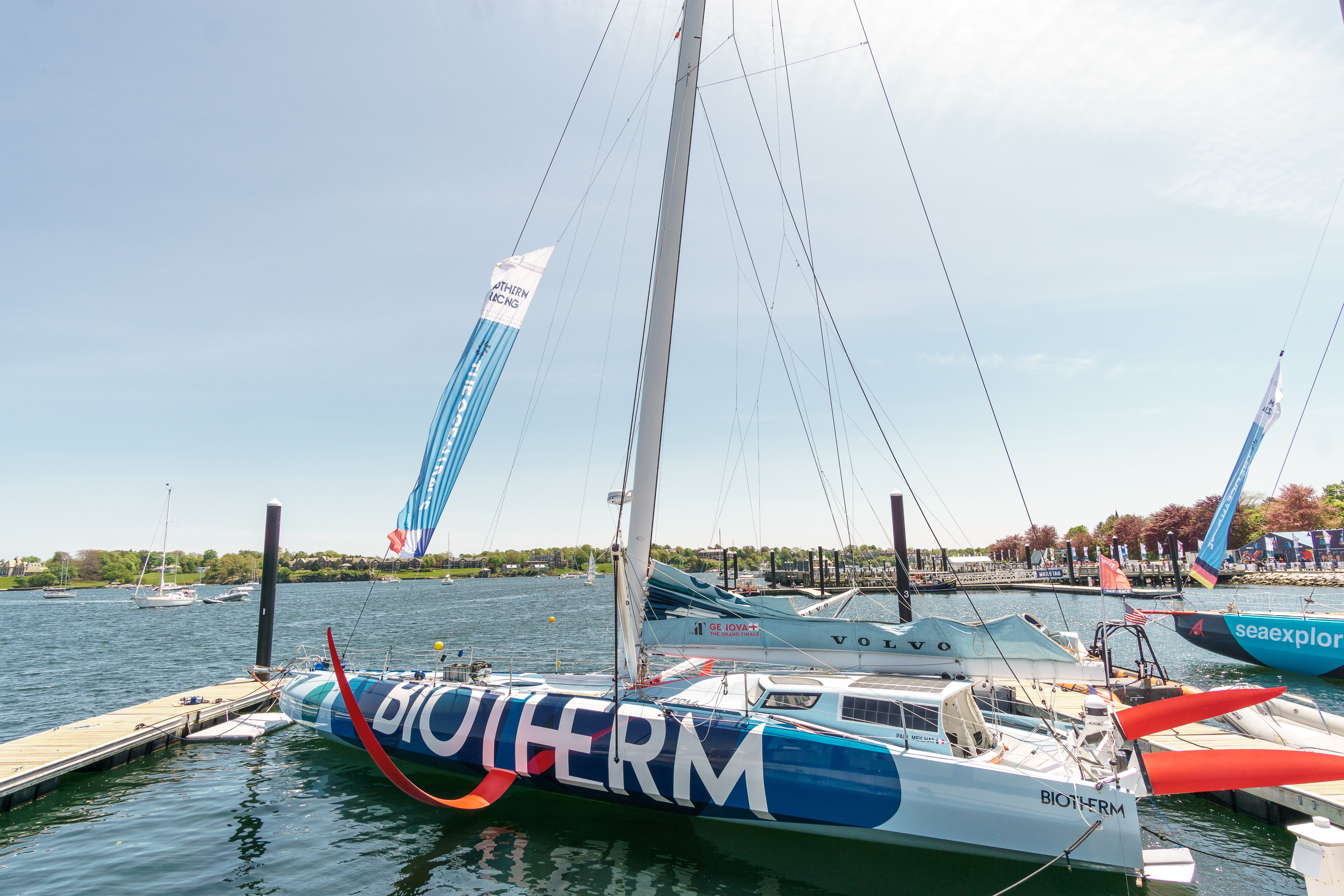
Biotherm à Newport

### 5eétape. Newport-Aarhus
Le départ de l'étape Newport-Aarhus est donné le 21 mai. Le 24, aux prises avec des avaries, Biotherm prend du retard, ce qui lui fait « rater le train » d'une dépression particulièrement propice.
En effet, les 24 et 25 mai, les trois bateaux de tête bénéficient, en avant du front, de conditions de vitesse « presque parfaites » : une mer relativement plate, une brise du sud de 25 à 27 nœuds. 11 Hour Racing est en tête, suivi d'Holcim-PRB et de Team Malizia. Tous trois battent le record de distance parcourue en 24 heures, en Imoca et en équipage, record qu'avait établi Holcim-PRB au cours de la troisième étape (595,26 milles). Le 25 mai, à 23 h 45 UTC, Holcim-PRB signe une nouvelle performance : 640,48 milles (record des monocoques, homologué par le WSSR),, soit une moyenne de 26,68 nœuds. Il ne s'agit plus seulement d'un record des 60 pieds Imoca. Holcim-PRB pulvérise le record absolu des monocoques, établi en 2015 (618,01 milles) par Comanche, un bateau de 100 pieds mené par Ken Read (en) et un équipage de 20 marins. Le lendemain, vers 22 h 20 UTC, Malizia fait encore mieux qu'Holcim : 640,70 milles (distance retenue par le WSSR),. Mais ce dernier record reste officieux, car il faut un écart de plus d'un mille pour être homologué. Le record officiel est donc celui d'Holcim-PRB.
Biotherm, qui a rencontré de tout autres conditions, voit son retard porté à plus de 600 milles. Pour comble de malchance, il casse un hauban. 11 Hour Racing arrive près des côtes de Norvège le 28 mai, en fin de matinée. Holcim suit à 25 milles, Malizia à 48 milles. 
11 Hour Racing finit en vainqueur à Aarhus le 29 mai, à 2 h 56 min 49 s UTC. Il vient de parcourir 3 874 milles en 7 jours, 8 heures, 41 minutes et 49 secondes, soit une étonnante moyenne sur le fond de 21,9 nœuds. Holcim-PRB termine un peu plus de quatre heures plus tard, talonné à 0,8 mille par Team Malizia.

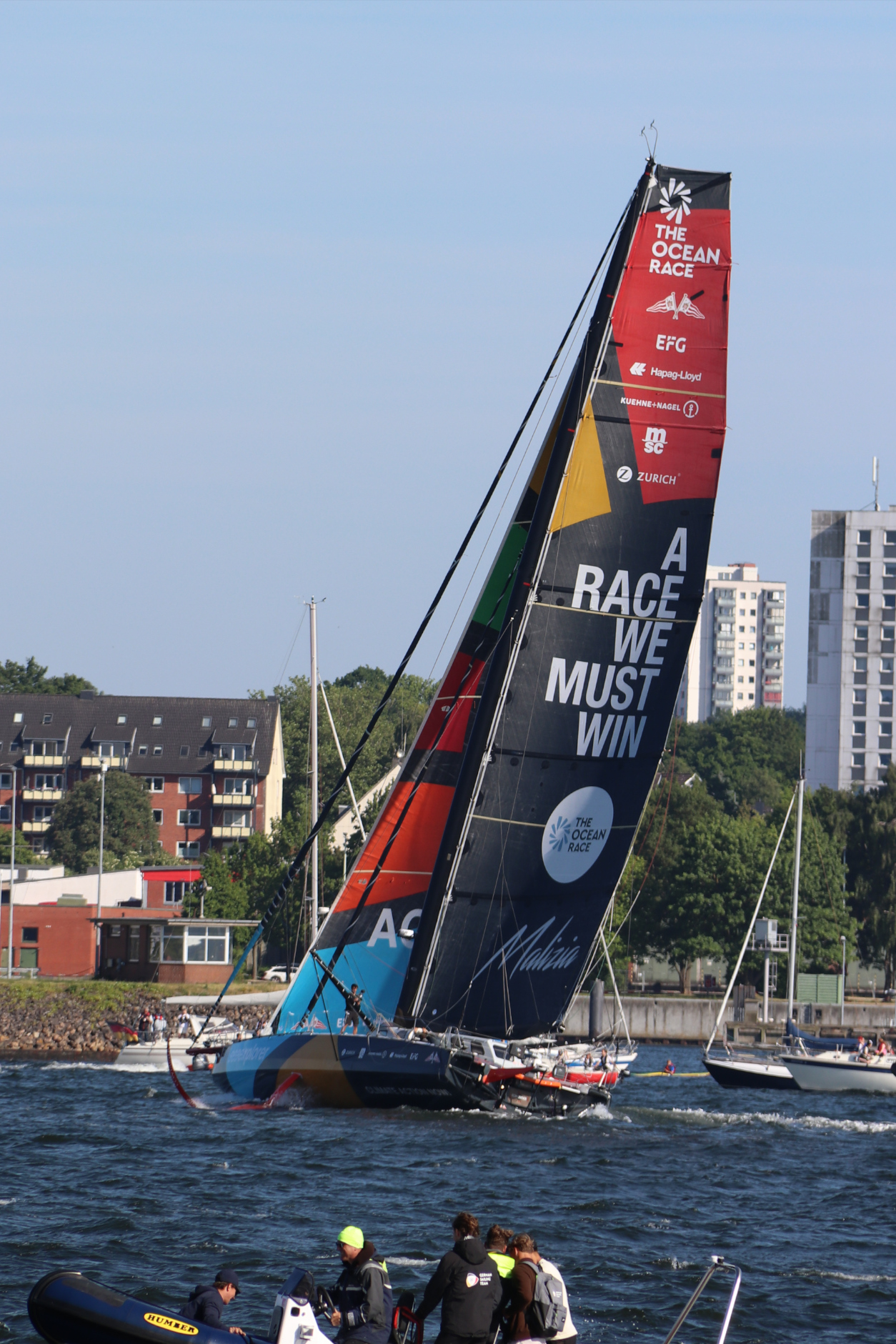
Team Malizia à Kiel, lors de la 6e étape.

Les points de cette étape sont doublés. Au classement général, 11 Hour Racing (28 points) devance maintenant Holcim-PRB (27 points).

### 6eétape. Aarhus-La Haye
La sixième étape, la plus courte, est un parcours côtier de 800 milles. Benjamin Schwartz (es), équipier dans la quatrième étape, prend dans la sixième le commandement d'Holcim-PRB, en remplacement de Kevin Escoffier. Guyot Environnement est au départ. La course est menée presque de bout en bout par 11th Hour Racing. À l'approche de La Haye, il a fort à faire avec les attaques d'Holcim-PRB, qui lui-même est serré de près par Team Malizia. Le bateau américain remporte sa troisième victoire consécutive. Il est suivi d'Holcim-PRB à 12 minutes, et de Malizia à 13 minutes. Au classement général, 11th Hour conforte sa place de premier, avec maintenant deux points d'avance sur Holcim,.

### 7eétape. La Haye-Gênes

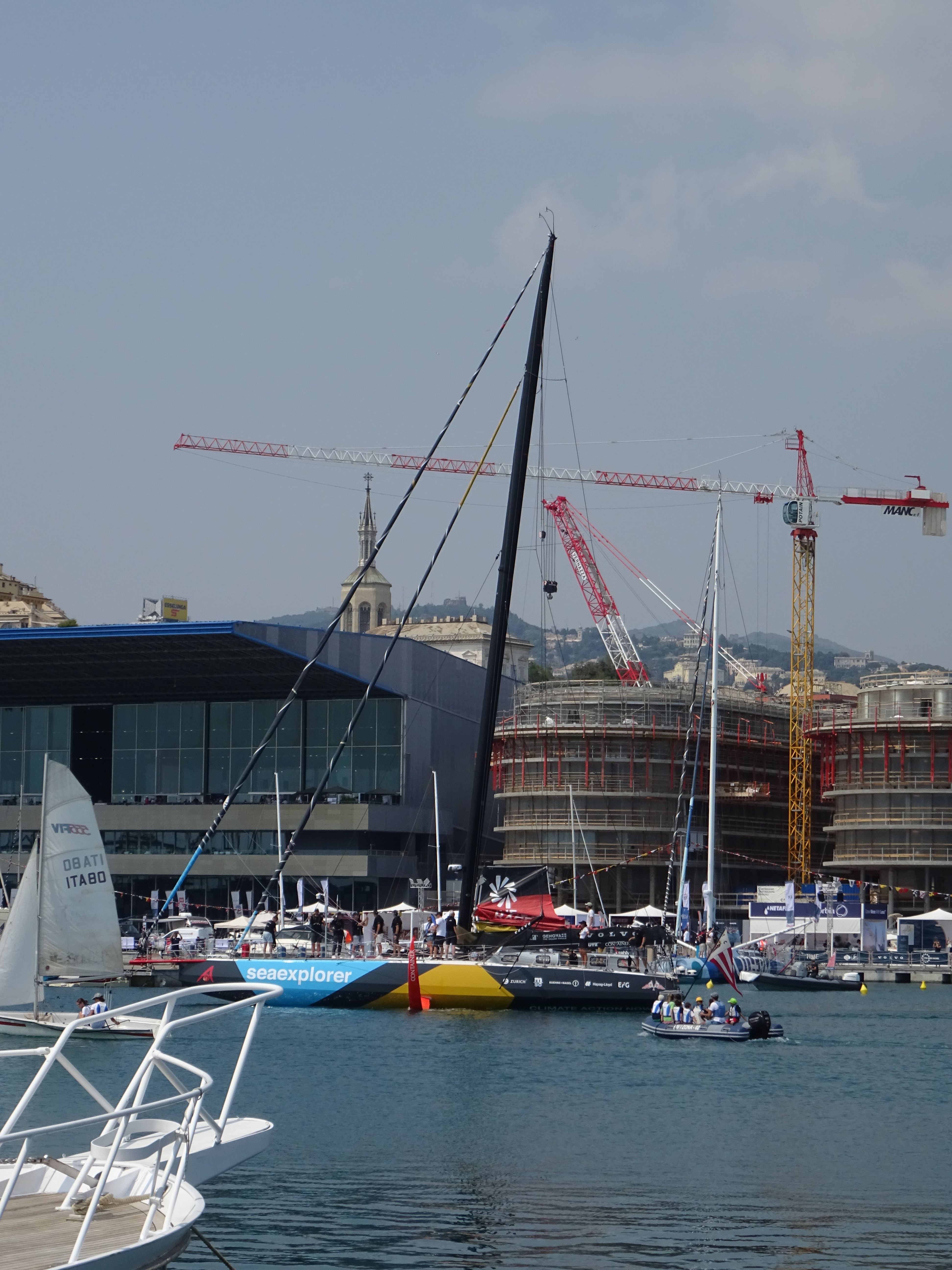
Team Malizia à Gênes, le lendemain de sa victoire dans la 7e étape.

Le 15 juin, les bateaux s'élancent dans la septième et dernière étape. Celle-ci commence par un parcours imposé en baie de La Haye. Sur ce tracé préliminaire, dix-sept minutes après le départ, Guyot Environnement aborde 11th Hour Racing. Guyot se retire de l'étape. Le lendemain, 11th Hour se retire lui aussi de l'étape, et demande au jury une réparation en points.
Le long des côtes portugaises, dans des vents faibles, l'écart se resserre entre les trois Imoca. Le 23 juin, au nord des côtes marocaines, ils se tiennent en un demi-mille,.
Le 26, les bateaux sont toujours groupés. C'est donc à l'approche de l'arrivée que l'étape va se jouer. Dans la nuit du 26 au 27, vers minuit UTC, à l'entrée du golfe de Gênes, les vents sont très légers. Holcim-PRB est en tête comme il l'a été pendant la plus grande partie de l'étape. Team Malizia est à 5 milles, en 3e position. Il se sépare des deux autres bateaux, et va chercher des petits airs au nord, le long de la côte italienne. À 6 h 30 UTC, à 26 milles de l'arrivée, il prend la tête. Biotherm s'est rapproché à son tour de la côte. Il est 2e, mais ne peut rattraper Malizia.
Le 27 juin, à 11 h 17 min 51 s UTC, après 11 jours, 19 heures et 2 minutes de course, Team Malizia remporte à Gênes sa deuxième étape. Il vient de parcourir 2 768,8 milles à la vitesse moyenne sur le fond de 9,78 nœuds. Biotherm termine 2e, une heure et trente-six minutes plus tard.

### 11thHour Racing Teamremporte le tour du monde
Le 29 juin, le jury international accorde une réparation à 11th Hour. Cette réparation n'a pas été calculée en points, mais en places : au vu de la moyenne de ses classements dans les six premières étapes (1,83, moyenne arrondie à 2 par le jury), 11th Hour est reclassé à la 2e place de la dernière étape. Dans un cas de réparation, le classement des autres bateaux ne change pas : dans le classement de l'étape, 11th Hour est donc 2e ex-aequo avec Biotherm (4 points chacun), et Holcim-PRB reste 3e et garde ses 3 points. Avec 37 points au classement général, 11th Hour Racing Team remporte le tour du monde, devant Holcim-PRB (34 points).
| Équipe                           | 1re étape         | 2e étape        | 3e étape       | 3e étape       | 4e étape        | 5e étape        | 6e étape        | 7e étape       | Pénalités | Total |
| Équipe                           | Alicante- Mindelo | Mindelo- Le Cap | Le Cap- 143° E | 143° E- Itajaí | Itajaí- Newport | Newport- Aarhus | Aarhus- La Haye | La Haye- Gênes | Pénalités | Total |
| -------------------------------- | ----------------- | --------------- | -------------- | -------------- | --------------- | --------------- | --------------- | -------------- | --------- | ----- |
| 11th Hour Racing Team            | 4                 | 3               | 3              | 3              | 5               | 10              | 5               | 4              |           | 37    |
| Holcim-PRB                       | 5                 | 5               | 5              | 4              | 0               | 8               | 4               | 3              |           | 34    |
| Team Malizia                     | 3                 | 2               | 4              | 5              | 4               | 6               | 3               | 5              |           | 32    |
| Biotherm                         | 2                 | 4               | 2              | 2              | 3               | 4               | 2               | 4              |           | 23    |
| Guyot Environnement- Team Europe | 1                 | 1               | 0              | 0              | 0               | 0               | 1               | 0              | − 1       | 2     |

### Incidents et abandons

#### 1reétape
Boris Herrmann, skipper de Team Malizia, s'ébouillante le pied. Sur conseil des médecins, il ne participe pas à l'étape suivante, par risque d'infection.

#### 2eétape
Le 15 février 2023, deux jours après l'arrivée au Cap, l'équipe de 11th Hour Racing découvre de gros dommages sur les deux foils. Le comité de course autorise leur remplacement.

#### 3eétape
Peu après le départ, Biotherm casse « l'estrope du point fixe de l'écoute de grand-voile ». Le chariot de grand-voile va trop loin lors de l'empannage, il s'arrache de l'extrémité du rail, et les roulements du système sont perdus. Le bateau fait demi-tour pour réparer et remplacer. Puis 11th Hour Racing casse deux extrémités de lattes de grand-voile. Il y a deux lattes de rechange à bord, mais l'équipage ne veut pas s'en priver pour une si longue étape. Il attend donc que son équipe technique lui en apporte deux nouvelles.
Le 28 février, le code 0 de Team Malizia se détache du hook, tombe à l'eau et se coince dans le foil et la quille. L'incident exige une inspection de la tête de mât. Rosalin Kuiper y monte, et détecte une fissure de 30 cm de long, au-dessus du premier ris. L'équipage se voit déjà faisant demi-tour vers Le Cap. Puis il décide de tenter la difficile réparation. Rosalin Kuiper et Will Harris se relaient plusieurs heures durant, à 29 mètres au-dessus de l'eau : ponçage, pose de patchs de carbone enduits de résine, laminage.
Le 1er mars, Guyot Environnement est victime d'une rupture du sandwich de la coque. Il est contraint de faire demi-tour. Au Cap, l'équipage apprend que le temps de réparation est estimé à 12 jours. Aussi, le 7 mars, Dutreux et Stanjek signifient-ils leur retrait de la 3e étape, afin d'être prêts dans les temps pour le départ de la 4e. Guyot Environnement gagne Itajaí, au Brésil, en traversant l'Atlantique. « Sur un Vendée Globe, une telle avarie structurelle signifie l’abandon, dit Hubert Lemonnier, responsable sportif et opérations de l'Imoca. Donc, à la limite, tant mieux pour Benjamin Dutreux que ça arrive là, The Ocean Race sert aussi à éprouver les bateaux dans les mers du Sud. »
Le 8 mars, des fissures sont détectées sur les deux safrans de 11th Hour Racing. Le plus endommagé est remplacé. Des réparations sont tentées.
Le 14 mars 11th Hour Racing annonce une importante déchirure sur sa grand-voile, « le long d'une latte, au niveau du premier ris ». C'est peut-être impossible à réparer en mer. Après avoir envisagé une escale en Tasmanie ou en Nouvelle-Zélande, l'équipage décide de continuer.
Le 26 mars, à l'approche du cap Horn, Malizia enfourne. Rosalin Kuiper, qui dort, est éjectée de sa bannette et se blesse à la tête. Le médecin de la course diagnostique une commotion cérébrale. Il prescrit du repos et recommande une surveillance attentive.
Le 1er avril, Biotherm percute un ofni au large de l'Argentine. Le foil et son système de cale sont sévèrement endommagés. Une voie d'eau se déclare.

#### 4eétape
Le 27 avril, cinquième jour de l'étape, dans des vents modérés (16 à 18 nœuds), Holcim-PRB démâte, à 20 milles de la côte brésilienne. Il fait demi-tour, sous gréement de fortune, pour gagner Rio. Un mât est disponible à Lorient, chez le constructeur Lorima. Quatre solutions s'offrent à l'équipe :
- faire livrer le mât à Newport et finir la 4e étape sous gréement de fortune, pour grappiller un point. Mais Holcim ne serait pas dans les temps pour prendre, le 21 mai, le départ de la 5e étape (où le nombre de points est doublé)[112] ;
- faire livrer le mât par bateau à Rio, et finir la 4e étape avec ce mât. Là encore, le délai semble trop court[73] ;
- faire livrer le mât par avion à Rio[113] ;
- expédier Holcim par cargo à Newport (environ 16 jours de mer) et faire livrer le mât là-bas.

Holcim arrive le 29 avril à Rio. Escoffier annonce qu'il opte pour la quatrième solution et que, par conséquent, il abandonne l'étape en cours. Le 2 mai, Holcim est chargé sur un cargo qui, dès le lendemain, fait route vers Newport. Le 10 mai, le mât arrive aux États-Unis. Le 17 mai, le cargo transportant Holcim-PRB arrive à Newport. L'Imoca est mis à l'eau. Le lendemain, il est remâté.
Le 9 mai, par un vent de 35 à 45 nœuds, Guyot Environnement marche sans voile d'avant, avec trois ris dans la grand-voile, lorsque le mât se casse en trois morceaux. Il commence à endommager la coque et à traîner dans le foil. L'équipage récupère les outriggers, la bôme et le radar, mais doit se séparer des voiles, du mât et des câbles. Gagner Newport au moteur paraît difficile : la distance est importante (600 milles), le vent est de face et les conditions sont mauvaises. Halifax, au Canada, est plus proche (400 milles). Ravitaillé en carburant par un cargo, Guyot Environnement progresse sous gréement de fortune et au moteur pendant cinq jours. Il arrive à Halifax le 14 mai. Tandis que les autres concurrents disputent la cinquième étape, il est transporté par roulier jusqu'en Europe. L'équipe acquiert le mât de rechange de 11th Hour Racing. Le bateau entre en chantier à Kiel, en Allemagne, pour réparer les dégâts causés sur la coque, les foils, les safrans et les paliers de quille, et remâter. Après six jours de travaux, Guyot Environnement peut reprendre la mer. Il arrive à Aarhus le 7 juin, veille du départ de la sixième étape.

#### 5eétape
Le 25 mai, cinquième jour de l'étape, 11th Hour Racing percute ce que l'équipage suppose être un mammifère marin. Charlie Dalin souffre d'une petite commotion cérébrale et le journaliste embarqué Amory Ross d'une blessure à l'épaule.
Le 24 mai, Biotherm connaît une panne de pilote automatique, puis voit son J3 — bas-étai du mât — tomber sur le pont. Le mât tient bon. Le 28 mai, à quelque 1 040 milles de l'arrivée, le hauban bâbord casse. L'équipage sécurise le mât à l'aide de drisses, et poursuit sa route à vitesse réduite, sous voiles d'avant,. Les trois autres bateaux arrivent à Aarhus le 29 mai. Comme les instructions de course l'y autorisent, l'organisation raccourcit l'étape pour Biotherm. Elle fixe sa ligne d'arrivée au méridien de référence, à 480 milles d'Aarhus. Le bateau franchit cette ligne le 31 mai, terminant l'étape en 4e position, ce qui le fait bénéficier de 4 points. Il relâche dans le port norvégien de Kristiansand, le 2 juin, pour remplacer son hauban. Il repart cinq heures plus tard. Arrivé dans la soirée du 3 juin à Aarhus, il peut le lendemain disputer — et gagner — la régate portuaire.
À Aarhus, le 3 juin, Kevin Escoffier annonce son retrait de la course pour les deux dernières étapes. Un incident survenu lors d'une soirée, à Newport, serait à l'origine de cette décision, prise par lui-même et non par son sponsor. Quant aux circonstances, Jean-Luc Denéchau, président de la Fédération française de voile, admet le 4 juin que « c'est encore flou ». Kevin Escoffier, de son côté, entend évoquer devant la FFV « les faits, et non pas ce que les gens pensent savoir, et les rumeurs, et les extrapolations ».

#### 7eétape
Le 15 juin, 17 minutes après le départ, Guyot Environnement, bâbord amures, éperonne 11th Hour Racing, qui est tribord amures et par conséquent prioritaire. Les deux bateaux reviennent au port, très endommagés (étrave trouée, bout-dehors cassé pour Guyot, coque percée pour 11th Hour). Guyot annonce le soir même son retrait de l'étape. Le 16 juin, 11th Hour annonce à son tour son retrait de l'étape. Il dépose une demande de réparation en points auprès du jury international. Après trois jours de travaux, il reprend la mer, souhaitant arriver à temps à Gênes pour y disputer le 1er juillet la dernière régate portuaire,. Guyot Environnement, après des « travaux de réparation provisoire », est convoyé vers Les Sables-d'Olonne. Le 29 juin, 11th Hour Racing arrive à Gênes.

### Sept régates portuaires
| Équipe                           | Alicante | Le Cap | Itajaí | Newport | Aarhus | La Haye | Gênes | Total |
| -------------------------------- | -------- | ------ | ------ | ------- | ------ | ------- | ----- | ----- |
| 11th Hour Racing Team            | 4        | 4      | 5      | 4       | 3      | 4       | 5     | 29    |
| Team Malizia                     | 5        | 3      | 3      | 5       | 2      | 3       | 4     | 25    |
| Biotherm                         | 3        | 0      | 4      | 2       | 5      | 2       | 3     | 19    |
| Holcim-PRB                       | 0        | 5      | 2      | 3       | 4      | 1       | 2     | 17    |
| Guyot Environnement- Team Europe | 2        | 2      | 1      | 0       | 0      | 5       | 0     | 10    |

## Déroulement de la VO65 Sprint Cup

### 1reétape. Alicante-Mindelo

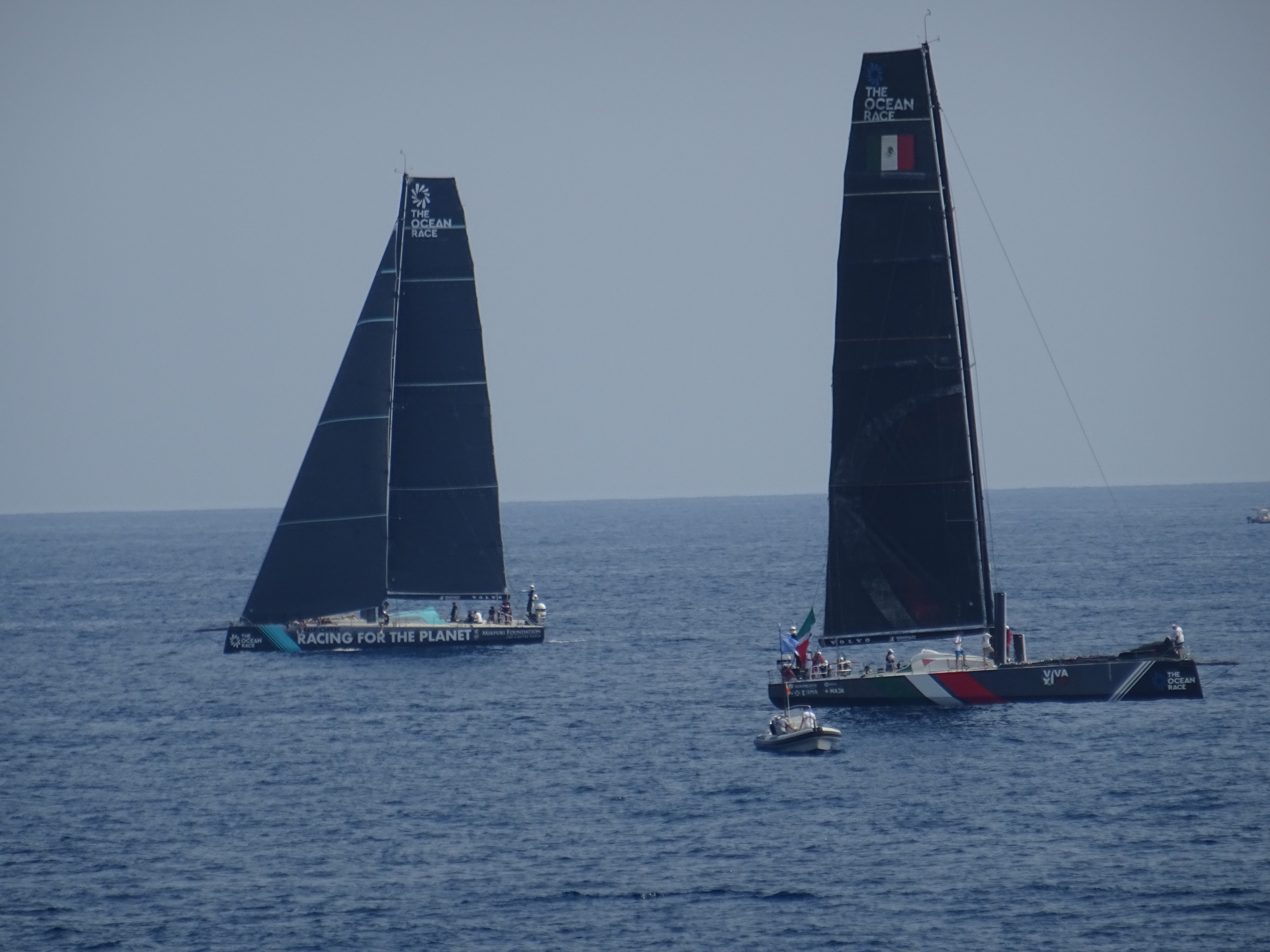
Les VO65 Mirpuri Foundation et Viva Mexico.

Dès le 16 janvier 2023, deuxième jour de course, la flottille des VO65 rencontre un fort vent de face. Viva México déchire sa grand-voile. Il est contraint de faire escale à Almería. Il va y rester deux jours. Le 17, à l'entrée du détroit de Gibraltar, le Polonais Windwhisper Racing Team ravit la première place au Portugais Mirpuri Foundation Racing Team. Celui-ci s'aventure par deux fois dans le DST. Par la suite, il reconnaît sa faute, due à des « problèmes techniques », et se retire de l'étape. Windwhisper reste en tête jusqu'à Mindelo, où il arrive le 21 janvier. Le Néerlandais Team Jajo termine 2e.

### 6eétape. Aarhus-La Haye
Windwhisper Racing Team remporte à La Haye sa deuxième victoire consécutive. Au classement général, il mène de trois points devant Team Jajo.

### 7eétape. La Haye-Gênes
Pablo Arrarte (es), le skipper de Windwhisper, ne peut participer à la dernière étape. Il est remplacé par le Néo-Zélandais Daryl Wislang. Le départ est donné le 15 juin. Le 17, au nord de la Bretagne, les VO65 progressent groupés, dans une pression légère. Voyant une grosse brise arriver, Windwhisper fait le choix d'une route nord. Ainsi, au sortir de la Manche, il est le premier à bénéficier d'un vent soutenu. Très vite il creuse un écart de 30 à 40 milles. Durant la descente le long de la péninsule Ibérique, il ne cesse d'augmenter son avance : 67 milles au cap Finisterre, 95 milles en franchissant en tête le 37e parallèle — ce qui lui vaut le Vasco da Gama Mirpuri Foundation Prize — et 153 milles à Gibraltar.

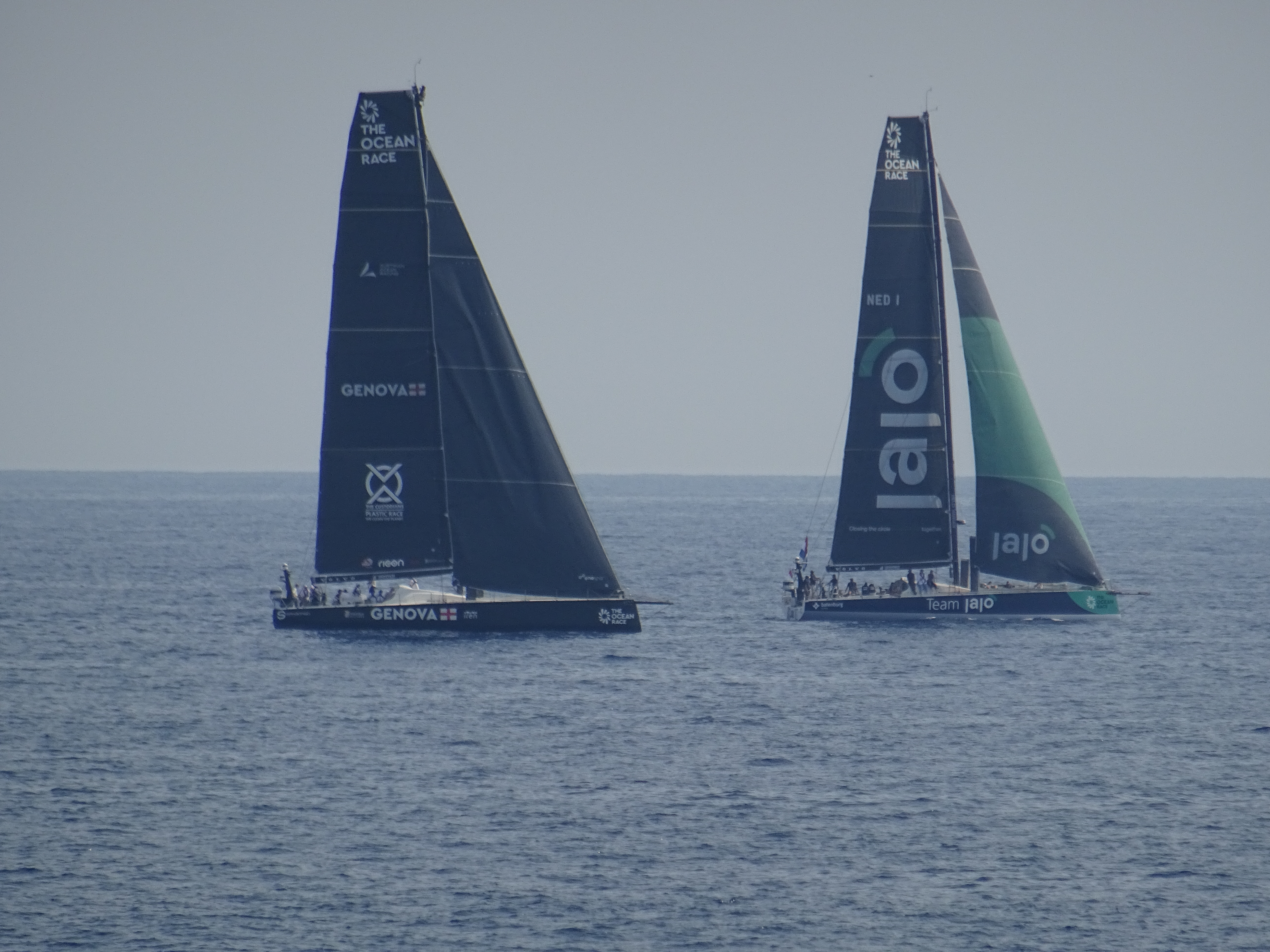
Les VO65 Austrian Ocean et Team Jajo.

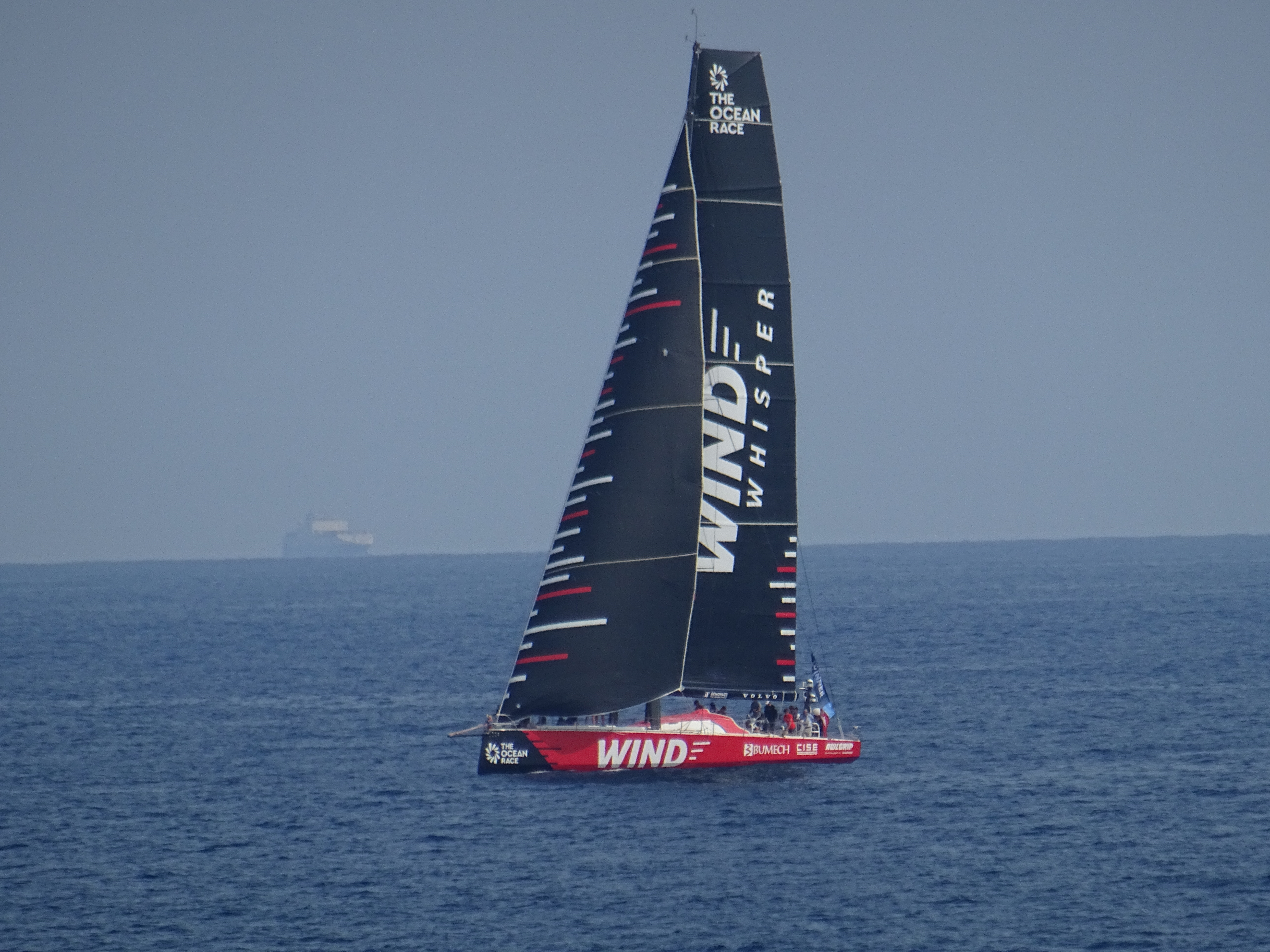
Windwhisper à Gênes, deux jours après sa victoire dans la VO65 Sprint Cup.

En Méditerranée, Windwhisper marche vers l'est, le long des côtes marocaines, puis algériennes. Ses poursuivants restent dans l'ouest, remontant le long des côtes d'Espagne. Doit-il les rejoindre afin de les contrôler ? Ce serait prudent, mais la route deviendrait lente pour lui. Il décide de ne pas se préoccuper des autres bateaux. Il persévère dans l'option la plus rapide pour lui, remontant à l'est des Baléares. Il poursuit la course détaché, sans être inquiété.
Le 26 juin 2023, à 10 h 27 min 52 s UTC, après une course de 10 jours, 23 heures, 17 minutes et 52 secondes, Windwhisper Racing Team remporte à Gênes sa troisième victoire consécutive, avec 120 milles d'avance. Team Jajo termine 2e, un peu plus de 24 heures plus tard.
Au classement général, avec 18 points, Windwhisper remporte la VO65 Sprint Cup, devant Team Jajo, 14 points.
| Équipe                                       | 1re étape         | 6e étape        | 7e étape       | Total |
| Équipe                                       | Alicante- Mindelo | Aarhus- La Haye | La Haye- Gênes | Total |
| -------------------------------------------- | ----------------- | --------------- | -------------- | ----- |
| Windwhisper Racing Team                      | 6                 | 6               | 6              | 18    |
| Team Jajo                                    | 5                 | 4               | 5              | 14    |
| Austrian Ocean Racing powered by Team Genova | 4                 | 3               | 3              | 10    |
| Viva México                                  | 2                 | 2               | 4              | 8     |
| Mirpuri Foundation Racing Team               | 0                 | 5               | 2              | 7     |
| Ambersail 2                                  | 3                 | 0               | 0              | 3     |

### Quatre régates portuaires
| Équipe                                       | Alicante | Aarhus | La Haye | Gênes | Total |
| -------------------------------------------- | -------- | ------ | ------- | ----- | ----- |
| Windwhisper Racing Team                      | 6        | 6      | 5       | 2     | 19    |
| Team Jajo                                    | 0        | 5      | 6       | 6     | 17    |
| Mirpuri Foundation Racing Team               | 0        | 3      | 4       | 5     | 12    |
| Viva México                                  | 0        | 4      | 2       | 4     | 10    |
| Austrian Ocean Racing powered by Team Genova | 0        | 2      | 3       | 3     | 8     |
| Ambersail 2                                  | 0        | 0      | 0       | 0     | 0     |

## Avis sur l'édition
Dans un entretien avec Jacques Guyader, sur ouest-france.fr, Johan Salén, copropriétaire de The Ocean Race, donne son avis sur l'édition 2023, dans laquelle il voit un épisode de transition entre deux époques, celle de la Volvo Ocean Race et celle de The Ocean Race. Tout le travail mené en concertation avec la classe Imoca était destiné à « rapprocher l'univers français et l'univers international de la course au large ». Néanmoins Johan Salén s'étonne que l'événement bénéficie d'aussi peu de retours médiatiques en France. En France, dit-il, existe « une forte concurrence » avec d'autres courses très importantes — « ce qui n'existe pas ailleurs ».
Il déplore les deux démâtages de la 4e étape. Il note avec satisfaction que la classe Imoca se penche sur la question, et envisage des mâts « plus costauds ».
La course dure cinq mois et demi. Faut-il revenir à sept mois et demi, comme sur la Volvo Ocean Race ? ou au contraire faire plus court ? Salén répond que les équipes sont satisfaites de la formule actuelle. Elles ne souhaitent pas que l'on rallonge la durée de la course. Et les sponsors quant à eux ne veulent pas qu'on la raccourcisse, car cela signifierait enlever des escales, et ils tiennent beaucoup aux escales.
Johan Salén admet que certaines équipes manquaient de préparation, par manque d'argent ou par manque de temps, notamment en raison de la longue période du covid-19. Certaines équipes trouvent la logistique de cette épreuve trop coûteuse. Salén estime que, par rapport aux éditions précédentes, on a réussi à simplifier et à faire moins cher. Et il espère « aller plus loin encore » dans ce sens.